# 梟雄
| ウィキペディアには「梟雄」という見出しの百科事典記事はありません（タイトルに「梟雄」を含むページの一覧/「梟雄」で始まるページの一覧）。 代わりにウィクショナリーのページ「梟雄」が役に立つかもしれません。 |